# Fenice (1779)
La Fenice fu un vascello di linea veneziano da 70 cannoni che prestò servizio nella Armada tra il 1779 e il 1783. 

## Storia
La costruzione del vascello da 70 cannoni Fenice fu ordinata dal Senato della Repubblica di Venezia, e la nave fu impostata sotto la direzione del Proto dei Marangoni Z, Paolo di Girolamo. La nuova nave fu varata presso l'Arsenale il 27 maggio 1779, uscendo dall'Arsenale il 21 giugno per entrare a far parte dell'Armata Grossa. sotto il comando del capitano Antonio Siron. Il 1 aprile 1783 la Fenice si trovava all'ancora nel canale di Spignon, a breve distanza dalla foce del porto di Malamocco in attesa di completare il carico dei rifornimenti per poter uscire in mare aperto. Mentre era in corso una ispezione ufficiale, la nave urtò un branco dell'ancora a causa della bassa marea. L'urto provocò l'apertura di uno squarcio nella carena, da cui entrò subito una grande massa d'acqua che ben presto raggiunse la stiva. Nell'estremo tentativo di salvare il vascello gli ufficiali ordinarono di tagliare le gomene dell'ancora, che era stata gettata al centro del canale. Una volta liberatasi, la corrente portò la Fenice ad arenarsi in una vicina palude, adagiandosi su un fondale di 20 piedi in posizione obliqua con la prora rivolta a greco-tramontana e la poppa  al vento opposto. L'impatto era stato talmente violento che l'albero maestro era balzato all'insù di cinque piedi. Il 4 aprile l'Ammiraglio comandante dell'Arsenale si recò sul posto per esaminare la possibilità di recuperare il vascello, ma la cosa si rivelò impossibile. Con Decreto del Senato in data 5 aprile venne autorizzata la demolizione della nave, recuperando tutto il possibile dell'attrezzatura, ma il primo tentativo non andò a buon fine. La presenza del relitto ostacolava il normale deflusso dell'acqua nel canale di Spignon, e l'11 giugno 1785 il Senato ordinò che il relitto fosse sollevato e portato via a qualsiasi costo. Dell'impresa fu incaricato Zuanne Zusto, il quale si servì della nave di primo rango, ridotta a pontone, Fedeltà, di due vecchie galee, e delle navi mercantili  Gloria e Diamante, appositamente attrezzate. Il recupero della nave avvenne definitivamente nel 1786, e poi la Fenice fu subito demolita.

### Annotazioni
1. ↑  Nel 1696 fu deciso che le navi appartenenti alla Armata Grossa avrebbero adottato la seguente colorazione: corallo per la prua, i capodibanda, la poppa, le porte dei fanali e gli intagli, rosso per i portelli dei cannoni, e doratura in oro zecchino per il leone a prua e le figure scolpite a poppa. Lo specchio di poppa era quasi sempre dipinto di blu.

### Fonti
1. ↑  http://www.veneziamuseo.it/ARSENAL/schede_arsenal/vascelli.htm.
2. 1 2 3 4  Levi 1896, p. 38.
3. 1 2  Zusto 1789, p. 1.
4. 1 2  Zusto 1789, p. 2.
5. 1 2  Zusto 1789, p. 3.
6. ↑  Zusto 1789, p. 4.
7. 1 2  Zusto 1789, p. 5.
8. ↑  Zusto 1789, p. 20.
9. ↑  Zusto 1789, p. 25.
10. ↑  Zusto 1789, p. 26.